# Sammontana-Campagnolo
Sammontana-Campagnolo oder Sammontana-Benotto war ein italienisches Radsportteam, das von 1981 bis 1984 bestand.

## Geschichte
Das Team wurde 1981 unter der Leitung von Waldemaro Bartolozzi gegründet. 1981 konnte neben den Siegen zweite Plätze bei der Lombardei-Rundfahrt, Tirreno–Adriatico, dritte Plätze bei der Trofeo Baracchi, dem Grand Prix des Nations erzielen. 1982 wurde ein zweiter Platz bei GP Alghero, dritte Plätze bei Mailand-Sanremo, der Tour méditerranéen und Platz 8 in der Gesamtwertung bei der Tour de Suisse erreicht. 1983 konnten zweite Plätze beim Giro di Puglia, bei GP Montelupo, der Trofeo Matteotti, vierte Plätze beim Giro dell’Emilia und der Tre Valli Varesine erzielt werden. 1984 konnten neben den Siegen zweite Plätze bei Col San Martino, beim Gran Premio Industria e Commercio di Prato, dritte Plätze beim Giro d’Italia, Coppa Agostoni, der Trofeo Laigueglia, der Coppa Sabatini und dem Memorial Gastone Nencini erzielt werden. Am Ende der Saison 1984 wurde das Team aufgelöst und fusionierte mit dem Team Bianchi-Piaggio und es entstand Sammontana–Bianchi.
Hauptsponsor war ein italienischer Speiseeishersteller. Co-Sponsoren waren ein Fahrradhersteller (1981–1982) und ein Hersteller von Fahrradkomponenten (1983–1984).

## Erfolge
1981
- zwei Etappen Giro d’Italia
- Giro del Trentino
- Gran Premio Industria e Commercio di Prato
- eine Etappe Tirreno–Adriatico

1982
- eine Etappe Giro d’Italia
- eine Etappe Tour de Suisse
- Trofeo Baracchi
- Trofeo Matteotti
- Gran Premio Industria e Commercio di Prato
- Giro di Romagna

1983
- zwei Etappen Giro d’Italia
- Italienischer Meister – Straßenrennen
- Coppa Sabatini
- Trofeo Laigueglia
- Giro del Veneto
- zwei Etappen Tirreno–Adriatico
- eine Etappe Giro di Sardegna

1984
- zwei Etappen Giro d’Italia
- Settimana Internazionale Coppi e Bartali
- Giro del Veneto
- Giro del Friuli
- eine Etappe Tirreno–Adriatico
- eine Etappe Giro di Puglia
- eine Etappe Ruota d’Oro

## Monumente-des-Radsports-Platzierungen
| Monument                 | 1981 | 1982 | 1983 | 1984 |
| ------------------------ | ---- | ---- | ---- | ---- |
| Mailand–Sanremo          | 26   | 3    | 28   | 17   |
| Lüttich–Bastogne–Lüttich | –    | 32   | –    | –    |
| Lombardei-Rundfahrt      | 2    | 11   | 21   | 24   |

## Grand-Tour-Platzierungen
| Grand Tour        | 1981 | 1982 | 1983 | 1984 |
| ----------------- | ---- | ---- | ---- | ---- |
| Giro d’ItaliaGiro | 6    | 38   | 17   | 3    |

## Bekannte Fahrer
- Roberto Visentini (1981–1982)
- Moreno Argentin (1981–1984)
- Jesper Worre (1981–1984)
- Gianbattista Baronchelli (1983)